# Schwarzsee (Kitzbühel)
Der Schwarzsee ist ein kleiner Moorsee in den Kitzbüheler Alpen. Er gilt als wärmster Moorsee Tirols.
Der Schwarzsee liegt 2 km von Kitzbühel entfernt an der Brixental Straße in Richtung Kirchberg in Tirol, mit einer Haltestelle an der Salzburg-Tiroler-Bahn. Er hat eine Fläche von 0,16 km² und eine maximale Tiefe von 7 m. Seine Höhe beträgt 762 m ü. A. Im Sommer ist er ein beliebter Badesee. In den Jahren 2007 und 2008 fanden hier Triathlon-Weltcup-Rennen statt. Im Winter kann man bei entsprechender Eisdicke über den See spazieren gehen, Eislaufen und Eisstockschießen. 
Der Schwarzsee hat einen Umfang von rund zwei Kilometern.